# Szenzáció (film 1922)
Szenzáció è un film muto del 1922 diretto da Pál Fejös. Il soggetto è l'adattamento cinematografico de La dama di picche, racconto di Aleksandr Puškin pubblicato nel 1834.

## Distribuzione
Il film venne distribuito nel 1922; è conosciuto anche con il titolo internazionale in inglese The Queen of Spades.